# 汐留ロコドル甲子園
汐留ロコドル甲子園は、日本のローカルアイドル（ロコドル）たちが「パフォーマンス」と「ご当地愛」で日本一のロコドルを目指す、日本テレビ主催のコンテストである。日本テレビの夏休みイベント『超☆汐留パラダイス!』との連動企画。日本ご当地アイドル活性協会協力。

## 概要
全国各地で活動するアイドル（東京のアイドルを含む）が、ライブパフォーマンスやご当地”珍土産”アピールで頂点を競う。審査は「パフォーマンス」と「ご当地愛」が出せているかが基準で、「お客ポイント」「審査員ポイント」の合計で順位をつける。「お客ポイント」は審査時に観客の拍手の音量を計測し、「盛り上がり度」としてポイント化する。

## 歴史
- 2015年、第1回目大会開催。書類選考を通過した参加アイドルが58組。

大会は7月24日にオープニングイベント。予選が7月25日から8月16日の16日間。応募してきた58組のアイドル全てが予選ステージに立てた。8月22日に敗者復活戦。
決勝戦は8月30日。10組から初代チャンピオンの栄冠に輝いたのは、福島県・アイくるガールズ。オープニングと決勝戦のゲストに福岡県・LinQが務めた。
- 2016年、第2回目大会開催。書類選考を通過した参加アイドルが50組。

大会は6月16日から6月26日までインターネット投票により50組から20組に。準決勝は7月24日から8月21日まで計5回。
決勝戦は8月28日。5組から2代目チャンピオンの栄冠に輝いたのは、群馬県・Menkoiガールズ。ゲストは前年チャンピオンのアイくるガールズ。
- 2017年、第3回目大会開催。書類選考を通過した参加アイドルが60組。

大会は6月10日から6月20日までインターネット投票により60組から16組に。準決勝は7月22日から8月19日まで計4回。
決勝戦は8月26日。4組から3代目チャンピオンの栄冠に輝いたのは、滋賀県・フルーレット。ゲストは前年チャンピオンのMenkoiガールズ。
- 2018年、第4回目大会開催。書類選考を通過した参加アイドルが48組。

大会は6月18日から6月24日までインターネット投票により48組から15組に。準決勝は7月29日から8月19日まで計3回。
決勝戦は8月26日。6組から4代目チャンピオンの栄冠に輝いたのは、沖縄県・OBP。
優勝したOBPはその日に優勝特典として、横浜アリーナで開催中の@JAM EXPOにコラボ企画として出演。エンディングには日本テレビのマスコットキャラクターそらジローとメインステージに登場した。
- 2019年、第5回目大会開催。書類選考を通過した参加アイドルが33組。

大会は7月2日から7月7日までインターネット投票により33組から15組に。準決勝は7月27日から8月17日まで計3回。
決勝戦は8月24日。6組から5代目チャンピオンの栄冠に輝いたのは、東京都八王子市・8princess。
優勝した8princessはその日に優勝特典として、横浜アリーナで開催中の@JAM EXPOにコラボ企画として出演。
- 2020年、新型コロナウイルス感染拡大のため開催されず。

## 参加資格・ルール
- ご当地に誇りをもって活動していること（個人、グループ不問）
- ご当地の魅力的な「珍土産」を持参できること（食べ物に限らず、人、習慣、方言など何でもOK）
- 出場中の写真・動画撮影（およびアップロードなどの非営利による利用）を認めていただける方　※拡散することでロコドルの魅力を広くPRする目的
- 地方アイドルのみならず、東京のアイドル、海外のアイドルでも参加OK

## 結果
| 回 | 開催年 | 優勝                       | 準優勝                                                    | 3位                                                       |
| -- | ------ | -------------------------- | --------------------------------------------------------- | --------------------------------------------------------- |
| 1  | 2015年 | アイくるガールズ（福島県） | さくらんぼんBom（山形県）                                 | 水戸ご当地アイドル（仮）（茨城県）                        |
| 2  | 2016年 | Menkoiガールズ（群馬県）   | IM Zip（富山県）                                          | 水戸ご当地アイドル（仮）（茨城県）                        |
| 3  | 2017年 | フルーレット（滋賀県）     | 8princess（東京都） ・ 水戸ご当地アイドル（仮）（茨城県） | 8princess（東京都） ・ 水戸ご当地アイドル（仮）（茨城県） |
| 4  | 2018年 | OBP（沖縄県）              | 8princess（東京都）                                       | 川崎純情小町☆（神奈川県）                                 |
| 5  | 2019年 | 8princess（東京都）        | IQプロジェクト研究生（九州・福岡県）                      | WT☆Egret（兵庫県）                                        |

※第3回大会は2位が同ポイントだったため準優勝が2チーム。

## 放映
- NOTTV（2015年10月11日）

## MC
- 静 恵一（サミットクラブ）